# Divjakë
 (octobre 2023).
Divjakë est une municipalité albanaise, appartenant à la préfecture de Fier. Sa population est de 34 254 habitants en 2011.